# راپل‌یی (مونتانا)
راپل‌یی (به انگلیسی: Rapelje) یک منطقهٔ مسکونی در ایالات متحده آمریکا است که در شهرستان استیلواتر، مونتانا واقع شده‌است. راپل‌یی ۱۱۰ نفر جمعیت دارد و ۱٬۲۴۰٫۸۶ متر بالاتر از سطح دریا واقع شده‌است.